# Кузкі (Казімерський повіт)
Кузкі (пол. Kózki) — село в Польщі, у гміні Скальбмеж Казімерського повіту Свентокшиського воєводства.
Населення — 140 осіб (2011).
У 1975-1998 роках село належало до Келецького воєводства.

## Демографія
Демографічна структура на день 31 березня 2011 року:
|          | Загалом | Допрацездатний вік | Працездатний вік | Постпрацездатний вік |
| -------- | ------- | ------------------ | ---------------- | -------------------- |
| Чоловіки | 75      | 18                 | 42               | 15                   |
| Жінки    | 65      | 12                 | 35               | 18                   |
| Разом    | 140     | 30                 | 77               | 33                   |